# Strid
Strid eller kamp är en krigsvetenskaplig term som egentligen avser varje sammandrabbning av väpnade styrkor, men vanligen förstår man därmed i motsats till slag en sådan sammandrabbning, där styrkan på båda sidor inte är synnerligen betydlig och vars följder inte bli avgörande för krigets utgång. Strid är sålunda ungefär liktydigt med träffning. I olika sammansättningar, såsom stridsdispositioner, stridsorder, stridsgruppering, stridsändamål, stridsberättelse, stridsmedel, stridssätt, stridsändamål med flera, betecknar ordet all stridsverksamhet.
Stridens grundelement utgörs av eld, rörelse och skydd. Genomgående i historien har strid handlat om
- att avge effektiv eld (eller före krutvapnens tid att utöva våld på annat sätt)
- att skydda sig mot fiendens eld (eller före krutvapnens tid att skydda sig mot fiendens våld, t.ex. med hjälp av en sköld eller en rustning)
- att röra sig så snabbt eller smidigt som möjligt (rörelsen i sig kan utgöra ett skydd)

Grundelementen påverkar/påverkas av teknik och taktik. Taktik handlar om hur eld, rörelse och skydd utnyttjas och påverkar varandra i syfte att uppnå maximal verkan. Militär utveckling har traditionellt varit ett ständigt växelspel mellan framtagande av ny teknik och att utveckla/anpassa taktik för att hantera stridens grundelement. Trenden genom historien har varit att medel föder motmedel.
Soldater som dödats, sårats, tagits tillfånga eller är saknade efter en strid kallas förluster som inte ska blandas ihop med dödade.

## Typer
- Renkonterstrid är en strid som uppstår då framryckande fientliga förband oväntat stöter samman.
- Skärmytsling (ty. scharmützel, fr. escarmouche, av it. scara, skara, och muccia, bakhåll), är en strid av mindre omfång mellan patruller, förposter, detachemang eller andra mindre avdelningar.